# Phrynus tresmarias
Espèce
Phrynus tresmarias est une espèce d'amblypyges de la famille des Phrynidae.

## Distribution
Cette espèce est endémique du Nayarit au Mexique. Elle se rencontre aux îles Tres Marías.

## Description
La femelle holotype mesure 13,2 mm.

## Étymologie
Son nom d'espèce lui a été donné en référence au lieu de sa découverte, les îles Tres Marías.

## Publication originale
- Joya, 2021 : « Four new species of Phrynus, Lamarck (Arachnida: Amblypygi) from Mexico. » Zootaxa, no 4948(2), p. 151-183.